# کاژوک
کاژوک (به مجاری:  Kazsok) یک منطقهٔ مسکونی در مجارستان است که در ناحیه کاپوشوار واقع شده‌است. کاژوک ۱۰٫۷۱ کیلومتر مربع مساحت و ۳۲۹ نفر جمعیت دارد.